# Leonard Gates
Leonard Gates (San Antonio, Texas, 26 november 1970) is een Amerikaans darter die uitkomt voor de PDC.

## Carrière
Gates begon in 2007 in de WDF te spelen en won talloze Amerikaanse darttoernooien, waaronder exhibitietoernooien. Zijn eerste optreden in grote BDO-toernooien was tijdens de 2017 World Masters, waar hij in de laatste 272 verloor van Paul Coughlin.
In 2022 kwalificeerde Gates zich als geplaatste speler voor het WDF World Darts Championship 2022, maar hij verloor in de tweede ronde van Steve Hine.
In juni nam Gates deel aan de US Darts Masters 2022, waar hij een van de acht Noord-Amerikaanse gekwalificeerden was. Hij versloeg Fallon Sherrock met 6-2 in de eerste ronde voordat hij met 3-8 verloor van Peter Wright in de kwartfinales. Tegelijkertijd speelde hij in het PDC Noord-Amerikaanse kampioenschap van 2022, waar hij eerst voorbij Jules van Dongen en David Cameron ging, voordat hij Danny Baggish versloeg in de finale en zijn eerste PDC-titel veiligstelde, wat betekende dat hij zich kwalificeerde voor de PDC World Darts Championship 2023 en de Grand Slam of Darts 2022.
Naast steeltipdarts speelt Gates ook in darttoernooien van de World Soft Darts Association (WSDA).

## Resultaten op wereldkampioenschappen

### WDF
- 2022: Laatste 32 (verloren van Steve Hine met 0–3)
- 2023: Laatste 16 (verloren van Danny Lauby met 0–3)

### PDC
- 2023: Laatste 64 (verloren van Stephen Bunting met 1–3)
- 2025: Laatste 64 (verloren van Nathan Aspinall met 1–3)

### WSD (Senioren)
- 2023: Halve finale (verloren van Richie Howson met 1-3)
- 2024: Laatste 32 (verloren van Colin McGarry met 1-3)
- 2025: Kwartfinale (verloren van Graham Usher met 1-3)

## Resultaten op de World Matchplay

### WSDT (Senioren)
- 2023: Winnaar (gewonnen in de finale van Jim McEwan met 9-6)
- 2024: Runner-up (verloren van John Henderson met 6-9)